# Helophorus grandis
Helophorus grandis är en skalbaggsart som beskrevs av Johann Karl Wilhelm Illiger 1798. Helophorus grandis ingår i släktet Helophorus och familjen halsrandbaggar. Arten är reproducerande i Sverige. Inga underarter finns listade i Catalogue of Life.

## Bildgalleri

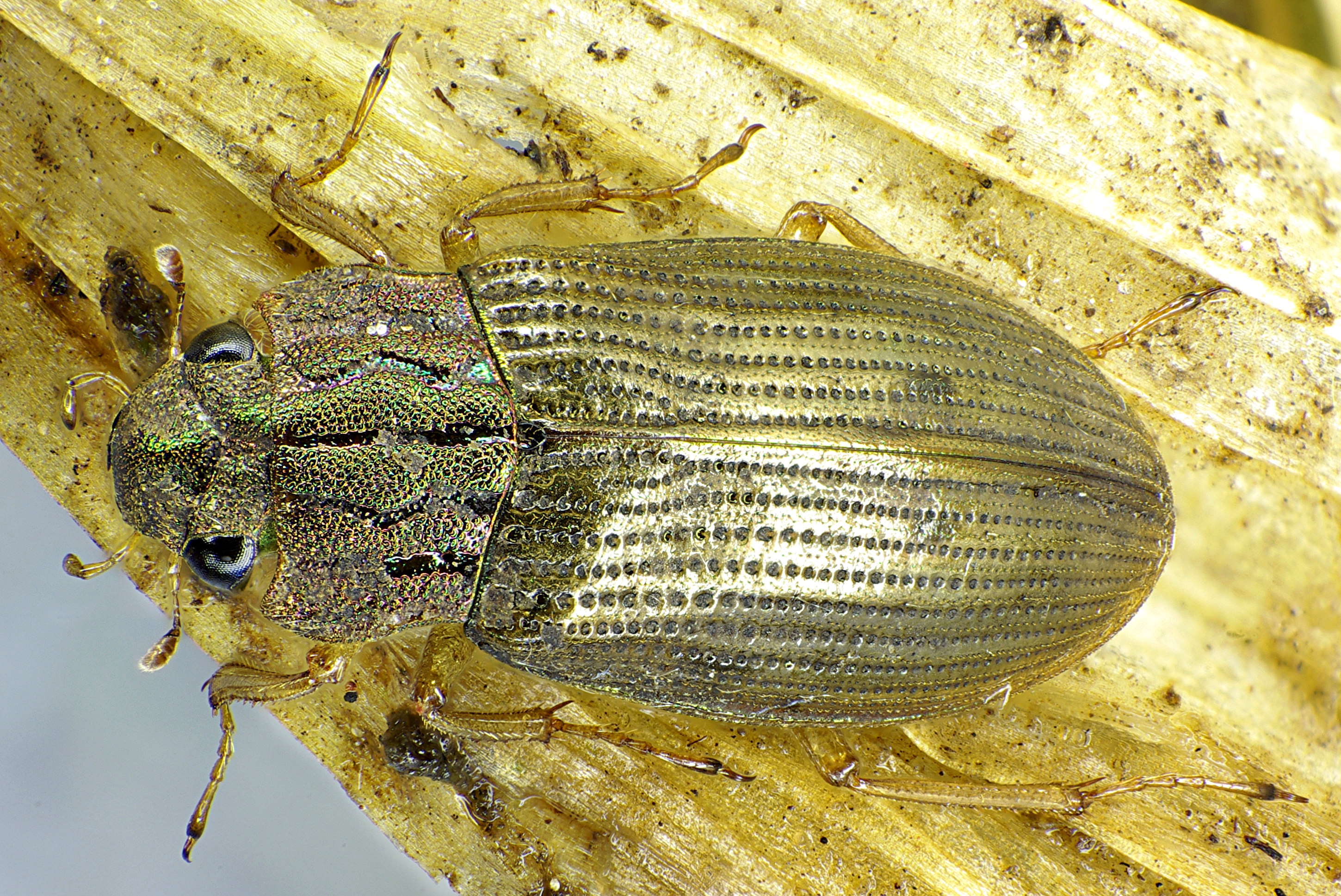
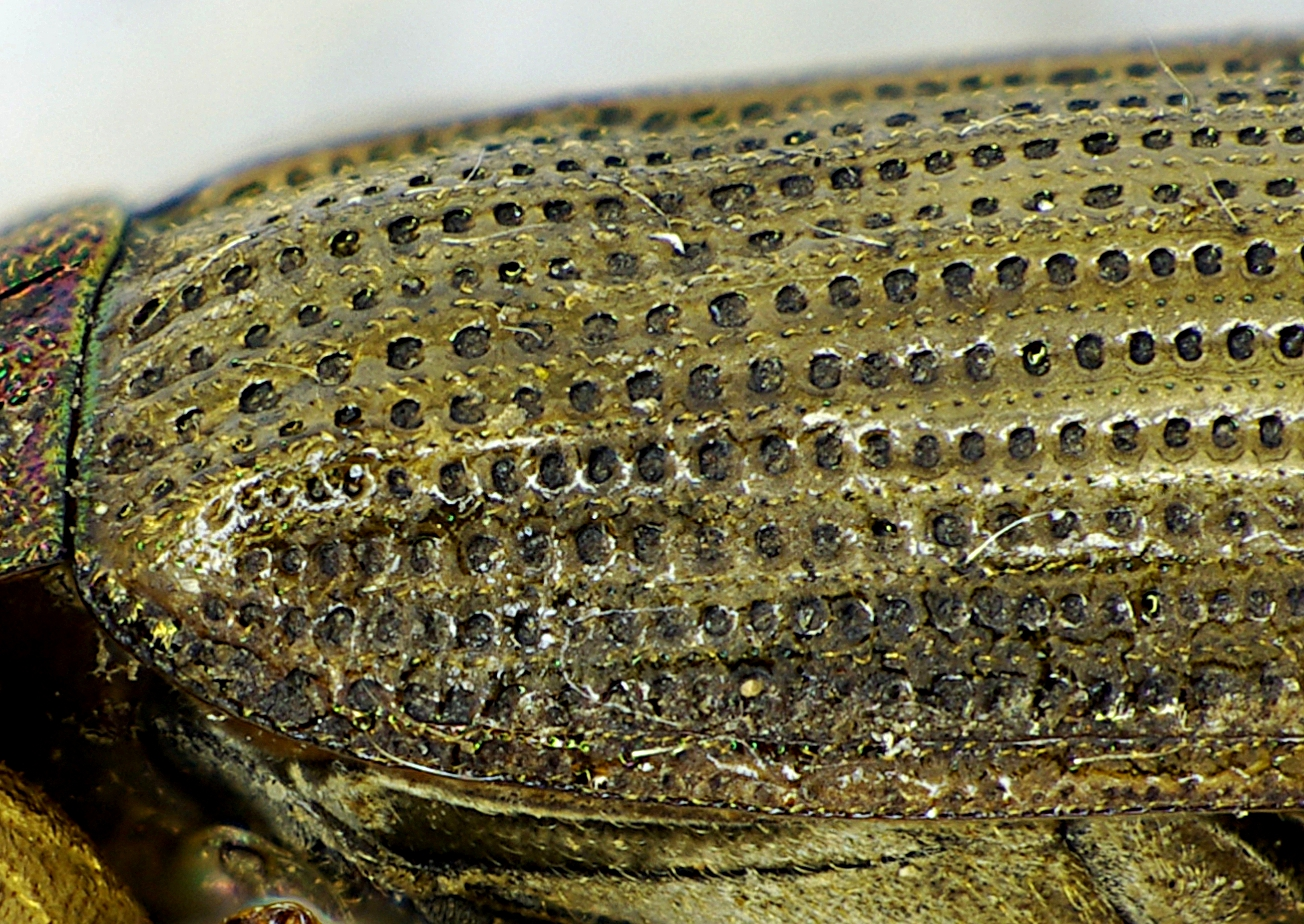
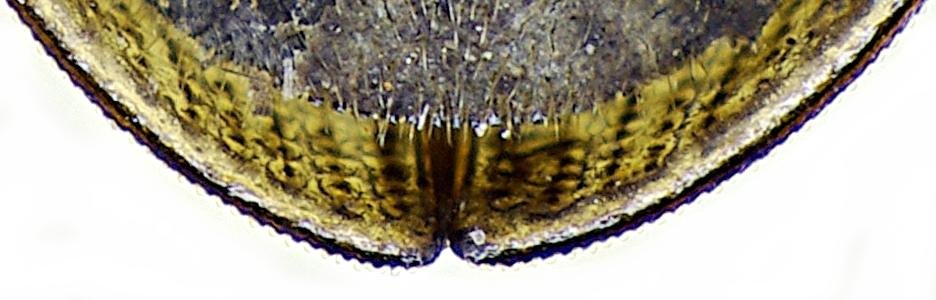
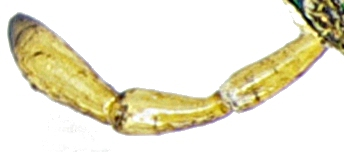
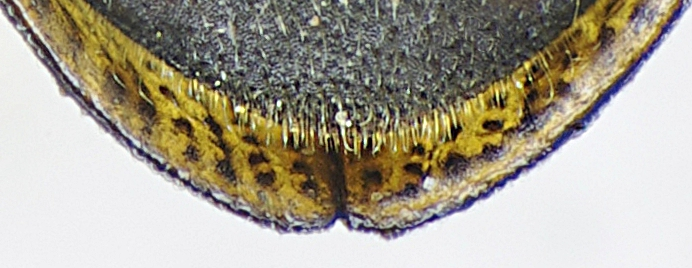